# Servicezentrum Landentwicklung und Agrarförderung
Das Servicezentrum Landentwicklung und Agrarförderung (SLA) ist eine nachgelagerte Behörde des Niedersächsischen Ministerium für Ernährung, Landwirtschaft und Verbraucherschutz (ML).

## Geschichte
Das SLA ist die zentrale technische Dienststelle der niedersächsischen Agrarverwaltung und bietet seinen Kunden eine leistungsfähige IT-Infrastruktur.
Als die Behörden für Geoinformation, Landentwicklung und Liegenschaften (GLL) im Rahmen der Verwaltungsreform zum 1. Januar 2005 gebildet wurden, hat die Niedersächsische Landesregierung die dem damaligen Amt für Agrarstruktur Hannover zugeordneten landesweiten Aufgaben (IT-Aufgaben und Controlling für die staatliche Agrarverwaltung) als „Servicezentrum Landentwicklung und Agrarförderung“ der GLL Hannover angegliedert. Dem Ministerium für den ländlichen Raum, Ernährung, Landwirtschaft und Verbraucherschutz (ML) wurde ein direktes, unmittelbares Zugriffsrecht auf diesen nicht in die GLL integrierten Teil zugestanden, da die vielfältigen Aufgaben im Rahmen der Umsetzung der EU-Agrarreform ein stärkeres Steuern und Koordinieren direkt durch das Ministerium erforderlich machten.
Mit dem Staatsvertrag zwischen der Freien Hansestadt Bremen und dem Land Niedersachsen im Bereich der beiden Fonds Europäischer Garantiefonds für die Landwirtschaft (EGFL) und Europäischer Landwirtschaftsfonds für die Entwicklung des ländlichen Raums (ELER) sowie darauf aufbauender nationaler Förderprogramme vom 1. Januar 2010 übernahm das SLA auch Aufgaben für das Land Bremen.
Das SLA verfügt zusammen mit der operativen Zahlstelle seit 2010 als erster Informationsverbund in Niedersachsen über ein ISO 27001-Zertifikat auf der Basis von IT-Grundschutz (Bundesamtes für Sicherheit in der Informationstechnologie (BSI)).
Im Zuge einer Reform wurde die GLL 2011 in das Landesamt für Geoinformation und Landentwicklung (LGLN) überführt und das SLA wurde ein eigenständiger Geschäftsbereich innerhalb des Landesamtes.
Mit Wirkung vom 1. Juli 2014 wurde die Behörde „Servicezentrum Landentwicklung und Agrarförderung (SLA)“ mit Sitz in Hannover errichtet und der Geschäftsbereich 5 „Servicezentrum Landentwicklung und Agrarförderung (SLA)“ aus dem LGLN herausgelöst und mit seinen bisherigen Organisationseinheiten und Aufgaben auf die Behörde SLA übertragen.

## Aufgaben
Durch das Wirken des SLA wird die Vergabe und Auszahlung von rund 1 Mrd. EUR jährlich an Fördergeldern an den ländlichen Raum und die Landwirtschaft in Niedersachsen ermöglicht.
Das Servicezentrum ist ein IT-Dienstleister, der das Bindeglied zwischen Fachministerium und den Dienststellen der Fachverwaltung (Ämter für regionale Landesentwicklung) und der landwirtschaftlichen Selbstverwaltung (Landwirtschaftskammer Niedersachsen) in Niedersachsen darstellt. In dezernatsübergreifenden Projektgruppen nimmt es Softwareentwicklungsaufgaben wahr. Das Systemmanagement für die zentrale IT-Umgebung, Hotlines bezüglich der Fachanwendungen, die Schulung der Anwender und deren technische Betreuung gehören auch zu den Aufgaben. Für die Ämter für regionale Landesentwicklung bereitet das SLA die Flurbereinigungsdaten zum Zweck der Katasterberichtigung auf und nimmt andere Vorleistungen zu Geschäftsprozessen in Bodenordnungsverfahren wahr. Die Nutzung von Geodaten im Bereich Agrarförderung unterstützt das SLA durch die Weiterentwicklung und Pflege des GIS-basierten Referenzsystems (Digitale Feldblockkarte Niedersachsens).
Das Servicezentrum Landentwicklung und Agrarförderung entwickelt und betreut seit 2009 die Software ANDI (Agrarförderung Niedersachsen Digital), mit der bereits 2011 rund 97 Prozent der gut 50.000 Antragsberechtigten in Niedersachsen Anträge auf Fördermittel stellten. Ab dem Antragsjahr 2016 wurde hierfür eine geobasierte Antragstellung eingeführt, die ebenfalls aus dem Servicezentrum stammt und die Feststellung von Überlappungen der einzelnen Feldblöcke ermöglicht. Die hieraus resultierenden Erfahrungen wurden in Zusammenarbeit mit den beteiligten Vereinigungen und Verbänden (Landvolk Niedersachsen, Landwirtschaftskammern) im Jahr 2017 eingearbeitet.

## Interne Organisation
Das SLA ist eine eigenständige Behörde mit dem ML als Dienstaufsicht. Es beschäftigt in sechs Dezernaten und einer Stabsstelle rund 190 Mitarbeitende verschiedener Fachrichtungen. Als Gremium für die hausweit übergreifende Steuerung von Projekten und Verfahren verfügt das SLA über ein Projektsteuerungsteam (PST). Die Behördenleitung obliegt Kirsten Kreft. Das Servicezentrum verfügt über ein ISO 27001-Zertifikat auf der Basis von IT-Grundschutz.